# Panchthar
Der Distrikt Panchthar (Nepali पाँचथर जिल्ला) ist einer von 77 Distrikten in Nepal und gehört seit der Verfassung von 2015 zur Provinz Koshi.
Sein Hauptort ist Phidim.

## Geographie
Der Distrikt besitzt eine Fläche von 1606 km². Im Osten bildet der Singalila-Kamm die Grenze zu Indien. Die nordwestliche Distriktgrenze bildet der Fluss Tamor.
Die Distriktnachbarn sind im Norden Taplejung und im Westen Dhankuta sowie Terhathum. Im Süden grenzt Panchthar an Morang und Ilam sowie im Osten an die indischen Bundesstaaten Sikkim und Westbengalen.

## Bevölkerung
Gemäß der Volkszählung hatte der Distrikt im Jahr 2001 202.056 Einwohner und die Bevölkerungsdichte betrug 162,8 Personen/km². Im Jahr 2011 gab es 190.817 Einwohner.

## Verwaltungsgliederung
Städte im Distrikt Panchthar:
- Phidim

Gaunpalika (Landgemeinden):
- Hilihang
- Kummayak
- Miklajung
- Phalelung
- Phalgunanda
- Tumbewa
- Yangawarak